# Christopher Rudeck
Christopher Rudeck (* 15. Oktober 1994 in Hamburg) ist ein deutscher Handballspieler.

## Karriere
Rudeck erlernte das Handballspielen beim TSV Bargteheide. Bis zur D-Jugend spielte er zusätzlich Fußball. Mit Bargteheide trat er in der C-Jugend in der Oberliga an. Im Jahre 2009 wechselte Rudeck in die Jugendabteilung der SG Flensburg-Handewitt. Später lief er dort in der A-Jugend-Bundesliga auf. Ab 2012 gehörte Rudeck dem Kader der 2. Herrenmannschaft der SG Flensburg-Handewitt an, die in der 3. Liga antraten. Im März 2013 gab Rudeck sein Debüt in der Bundesliga. 2014 unterschrieb Rudeck einen Dreijahresvertrag bei Flensburg-Handewitt und wurde daraufhin am dänischen Verein Mors-Thy Håndbold ausgeliehen. Bei Mors-Thy Håndbold wurde er in der höchsten dänischen Spielklasse, der Håndboldligaen, eingesetzt. Seit der Saison 2015/16 steht er beim Bergischen HC unter Vertrag.
Rudeck gewann mit den DHB-Auswahlmannschaften die Goldmedaille bei der U-18-Handball-Europameisterschaft der Männer 2012, die Bronzemedaille bei der U-19-Handball-Weltmeisterschaft 2013, die Goldmedaille bei der U-20-Handball-Europameisterschaft der Männer 2014 sowie die Bronzemedaille bei der U-21-Handball-Weltmeisterschaft 2015. Rudeck gab am 9. März 2019 sein Länderspieldebüt für die deutsche Nationalmannschaft.